# Symphonie no 5 de Mahler
Pour les articles homonymes, voir Symphonie no 5.
La Symphonie no 5 en do dièse mineur de Gustav Mahler a été composée entre 1901 et 1902. Elle est contemporaine notamment de 3 des Kindertotenlieder et partage le même caractère funèbre, peut-être en rapport avec les graves problèmes de santé du musicien (hémorragie intestinale début 1901). La partition fut ensuite révisée à plusieurs reprises, la dernière étant de 1911. La première eut lieu cependant à Cologne le 18 octobre 1904 avec un succès très mitigé.
Les cinq mouvements sont :
Partie I
I : Trauermarsch. In gemessenem Schritt. Streng. Wie ein Kondukt
II : Stürmisch bewegt. Mit größter Vehemenz
Partie II
III : Scherzo. Kräftig, nicht zu schnell
Partie III
IV : Adagietto. Sehr langsam
V : Rondo-Finale. Allegro — Allegro giocoso. Frisch

## Fiche technique
- Titre : Symphonie no 5 en ut dièse mineur
- Composition : de 1901 à 1902[1]
- Durée : 1 heure 10 minutes environ
- Création : le 19 octobre 1904 par l'Orchestre du Gürzenich de Cologne, sous la direction du compositeur

## Orchestration
| Instrumentation de la cinquième symphonie |
| Cordes |
| premiers violons, seconds violons, altos, violoncelles, contrebasses, harpe |
| Bois |
| 4 flûtes, dont les 3e et 4e jouant aussi du piccolo ; dans les 2 dernières mesures du 3e mouvement, les 4 jouent du piccolo, 3 hautbois, dont un jouant du cor anglais, 3 clarinettes en si bémol et la, la 3e jouant aussi une clarinette en ré et une clarinette basse, 3 bassons, dont un jouant aussi du contrebasson |
| Cuivres |
| 6 cors en fa, avec un solo de cor au 3e mouvement, 4 trompettes en si bémol, 3 trombones, 1 Tuba |
| Percussions |
| timbales, grosse caisse, caisse claire, triangle, cymbales, tam-tam, glockenspiel, fouet (dans le 3e mouvement) |

## Révisions de la partition
La partition a été éditée en 1904, par les Éditions Peters à Leipzig. Une seconde "Nouvelle édition", incorporant les révisions que Mahler a faites en 1904, est apparue en 1905. Les révisions finales faites par Mahler en 1911 ne semblent pas avoir été publiées jusqu'en 1964 (éd. Ratz), lorsque la partition a été re-publiée dans l'édition complète des œuvres de Mahler. En 2001, les Éditions Peters ont publié une nouvelle version révisée (éd. Kubik) dans le cadre de la nouvelle série Édition complète critique. Cette édition est l'édition la plus précise à ce jour. Les éditions précédentes ne sont plus disponibles.

## Histoire
Une hémorragie intestinale presque fatale en février 1901 confronte Mahler à sa propre mort. Plus rien n'est comme avant, un changement radical dans son style, dans sa narration musicale s'impose, mettant fin à sa période Wunderhorn et commençant sa période Rückert (du nom du cycle de lieder qu'il met en musique cette même année). La marche funèbre ("Trauermarsch") qui ouvre l'œuvre est donc sa propre marche, résignée, vers la mort. Toutefois, la structure générale de la symphonie, du sombre rythme de marche jusqu'au climax victorieux du choral dans le Rondo-Finale, montre une victoire face à la mort, un renouveau face à la fatalité. La rencontre puis le mariage avec Alma Schindler pendant la composition de la symphonie n'y est peut-être pas étrangère : l'Adagietto serait en effet, selon une source de l'entourage du compositeur, une lettre d'amour en musique destinée à Alma (le compositeur n'a cependant laissé aucune note ou lettre permettant de confirmer cette hypothèse).
Le film Mort à Venise (1971) de Luchino Visconti a contribué à faire connaitre l'Adagietto de cette symphonie au grand public.

### Création et réception

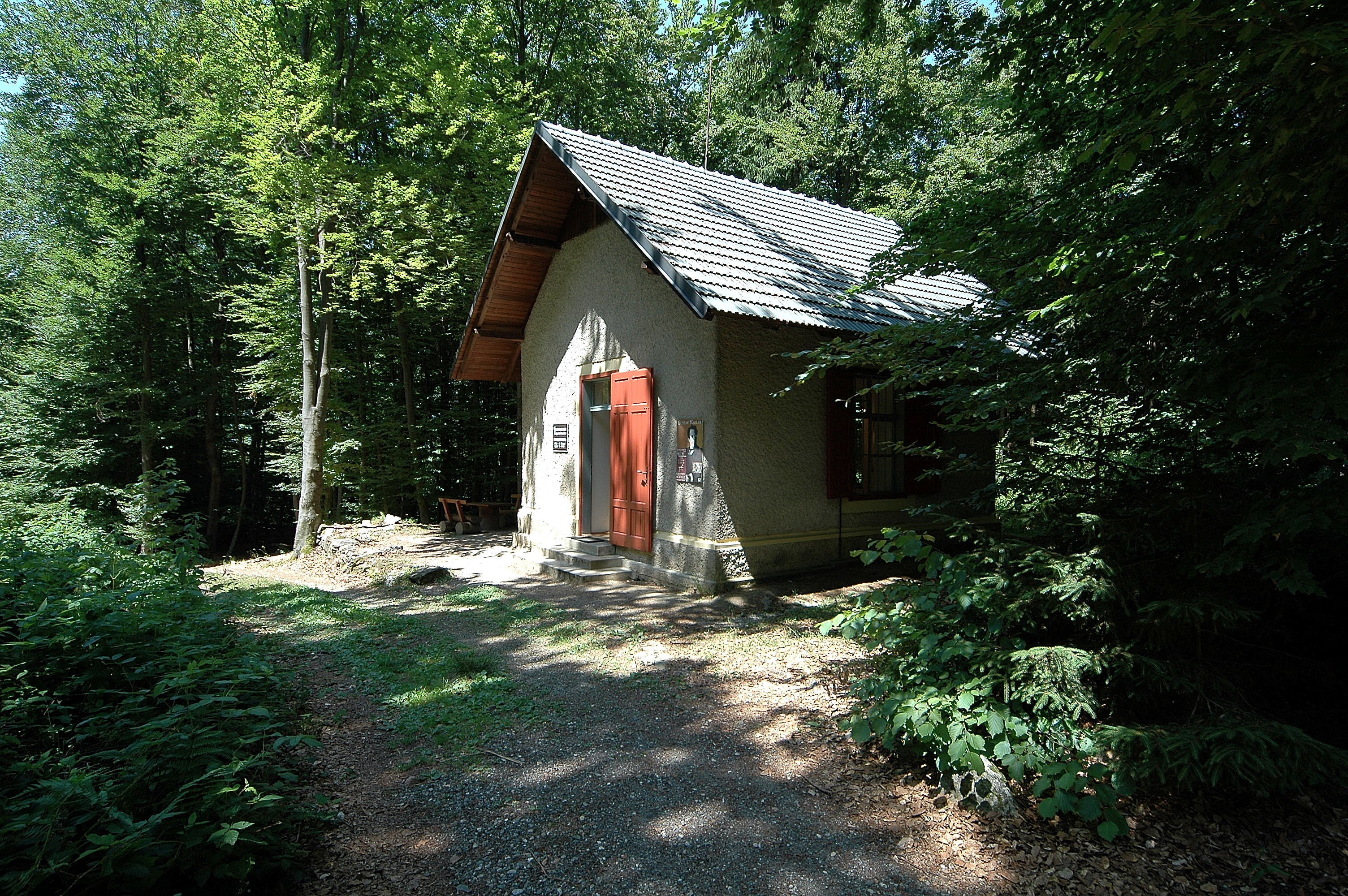
Le Komponierhäuschen (petite maison dédiée à la composition) à Maria Wörth en 2006.

La Symphonie nº 5 a été écrite entre 1901 et 1902, à l'époque de la rencontre et des fiançailles plutôt hâtives entre Mahler et Alma Schindler. Elle fut présentée pour la première fois en public à Cologne avec l'Orchestre du Gürzenich sous la direction du compositeur le 18 octobre 1904.
Même si aucune période dans la vie de Mahler ne pourrait être décrite sans équivoque comme heureuse (il n'était pas ce genre d'homme), il ne fait aucun doute que la Cinquième Symphonie a été conçue à un moment de satisfaction personnelle et professionnelle substantielle.
Pourtant, de façon caractéristique, n'importe quel signe de plaisir extérieur ou d'optimisme tend à être évité, au moins au début de la symphonie — ostensiblement, et notoirement, elle commence par une marche funèbre.
L'amie de Mahler, Natalie Bauer-Lechner, se souvient du compositeur lui parlant de la symphonie qu'il écrivait dans son cabanon dans les bois (à côté de la villa de Mahler au bord du lac, dans la province autrichienne de Carinthie) pendant l'été 1901, et enregistre dans son journal :

« Au cours des derniers jours Mahler m'a parlé pour la première fois de son travail de cet été, sa cinquième symphonie, et notamment le troisième mouvement : "Le mouvement est immensément difficile à travailler en raison de sa structure et de la maîtrise artistique suprême qu'il exige dans toutes ses relations et ses détails […] La voix humaine serait tout à fait hors de propos ici. Il n'y a pas d'appel aux mots, tout est dit en termes purement musicaux. Ce sera aussi une symphonie simple en quatre mouvements, avec chaque mouvement indépendant et complet en lui-même, et en rapport avec les autres seulement par l'ambiance commune." »

— Natalie Bauer-Lechner, Journal personnel

## Analyse
Elle est composée de cinq mouvements (ou en 3 parties d'après la partition, les deux premiers mouvements constituant la première et les deux derniers, la troisième).

### Première Partie

#### Trauermarsch
(Marche funèbre)
Cette marche est en 2/2, en do dièse mineur et dure de onze à quatorze minutes. Elle est résignée, pathétique mais pas tragique et déchirante comme celle de la Deuxième ou celle de l'Héroïque de Beethoven. Mahler affronte calmement, avec résignation, la perspective de la mort qui a failli le frapper tantôt. De plus, on peut constater que la forme-sonate est ici peu claire ce qui explique l'absence de contrastes de ce mouvement (sauf le premier intermède).
La marche commence par une glaçante fanfare de trompette. Cette brève fanfare, qui installe la tonalité d'ut dièse mineur et le caractère résigné du mouvement, a le rôle de "pont", car elle reliera entre elles les différentes sections du mouvement. Cette fanfare a cependant un caractère quelque peu militaire et semble venir du lointain comme celle du premier mouvement de la Première Symphonie. Ce n'est pas anodin car Mahler, dans son enfance, a vécu en entendant dans les rues les orchestres militaires et ce caractère est souvent présent dans ces œuvres (1er mouvement de la Troisième, première Nachtmusik de la Septième...). Bientôt l'orchestre s'amplifie et éclate sur l'accord d'ut dièse et entonne le début de la fanfare ff avant de retomber progressivement.
On remarque tout de suite que le thème principal aux violons et violoncelles évoque de façon à peine voilée celui de l'allegretto de la Troisième Symphonie de Brahms. Cette mélodie tendre (la bémol majeur) mais implorante extraite d'un Wunderhorn Lied antérieur devient de plus en plus pathétique au fur et à mesure qu'elle s'éteint. La fanfare de la trompette revient et le tutti orchestral, où se détache la trompette, aussi et encore plus violent. Le thème principal est de nouveau exposé (avec les bois), cette fois accompagné discrètement par les accords des cuivres qui introduisent un thème de réconfort au milieu de cette atmosphère bien sombre.
Le début de la fanfare revient, mais est brutalement interrompu par le premier intermède d'une violence implacable (si bémol mineur). Le chagrin et la révolte, difficilement contenus au début éclatent ici Leidenschaftlich, Wild (passionnément, sauvagement) : blanches martelées des instruments graves, trémolos en triolets furieux des violons, trompette hurlante, trombones puis cors en syncopes, timbales peu discrètes... La fanfare tente de percer, mais le tumulte général l'en empêche, les croches fiévreuses des cordes étouffent le contre-chant des bois. Toute cette agitation bouillonne et culmine en un climax fff, mais ce n'est pas fini : les violons suraigus et le solo de trompette soutenu par les cors entraînent tout le monde dans un deuxième climax et enfin le calme revient peu à peu alors que la fanfare de trompette retentit, laissant le temps à l'orchestre de revenir dans la tonalité principale.
Le rythme de marche revient comme au début mais varié et plus passionné. Après le tutti, le thème accompagné par l'élément de "réconfort" réapparaît, mais varié et allongé, procurant un sentiment d'apaisement, mais relatif, car le caractère plaintif de ce passage demeure omniprésent. Une transition étonnante (la fanfare de trompette est reprise par... la timbale seule !) mène au second intermède qui contraste avec le premier par sa douceur. Les violons et violoncelles montent et descendent alternant blanches et triolets, les seconds violons font un ostinato issu de la fanfare. Rejoints par les cors, les cordes continuent la mélodie qui se transforme, varie, tandis que les bois s'agitent et les cuivres reprennent la mélodie initiale. L'ensemble devient de plus en plus déchirant avant d'aboutir Klagend (plaintivement) à un cri de douleur désespéré qui s'éteint en decrescendo et la fanfare de trompette passe encore une fois tandis que les instruments se terrent dans le silence.
La coda est très courte : quelques accords scandés lourdement mais piano. Mahler a alors, pour suggérer l'éloignement progressif, une idée originale : sous les roulements de plus en plus lointains de la grosse caisse, la trompette de plus en plus faiblement joue la fanfare et c'est la flûte qui joue le dernier arpège ascendant. Après un dernier roulement inaudible de grosse caisse, la marche se termine sur un sombre pizzicato fortissimo des cordes graves sur la tonique... Silence.

#### Stürmisch bewegt, mit größter Vehemenz
Vient donc ensuite le mouvement principal de la symphonie, en la mineur : orageux et véhément. Le mouvement s’inspire vaguement du mouvement classique de la sonate. Il commence par un thème curieux et désordonné de cordes et de trompettes. Il en résulte une pensée confuse et chaotique au rythme effréné avant que les événements ne se calment. Les violoncelles entonnent le thème de la marche funèbre, soutenu par les accords des bois. De là se développe un chant modéré avec une impulsion progressive. De nouveaux motifs s’ajoutent ensuite et donnent une impression de plus grande agitation. Un point culminant dissonant, construit autour d'un passage de cordes accompagné de timbales, entraîne vers un nouveau moment de repos complet. Le violoncelle cherche une mélodie sur un léger tourbillon de timbales et finit par un passage poignant en fa mineur. Une fois de plus, la musique se déplace dans le sillage de la marche funèbre, qu’elle ne peut surmonter, bien qu'elle soit plus chaude et moins menaçante. À nouveau, une grande agitation se développe dans l’orchestre et introduit une nouvelle partie, cohérente par sa mise en œuvre qui joue avec la dialectique du thème mesuré de la marche funèbre et l’inquiétude du mouvement principal. Tout à coup, juste avant la fin, un choral solennel et ostentatoire retentit, tentant de s'imposer sans y parvenir. Mahler ne termine pas ce mouvement central en apothéose, se réservant sans doute pour le final. La coda revient donc sur le début du mouvement.

### Seconde partie

#### Scherzo, Kräftig, nicht zu schnell
La deuxième section se compose uniquement du troisième mouvement, scherzo (fort), pas trop rapide et en ré majeur. Il constitue donc, d’une certaine manière, le pivot de la symphonie. Avec 819 mesures et environ 20 minutes d’exécution, c’est aussi son mouvement le plus long. Une tonalité largement insouciante contraste avec la noirceur de la première section et semble pouvoir en dissoudre la tension. Un motif de fanfare insouciant, bien différent de celui de la marche funèbre, ouvre le mouvement. Il en résulte un thème simple et optimiste, au relents folkloriques. Une réponse du premier violon, en revanche, semble étrangement décalée harmonieusement et introduit l’élément grotesque du scherzo. Un ensemble de thèmes simples, proches stylistiquement, sera présentée dans la suite. Une mélodie de valse détermine le premier trio et donne l’image d’un monde de rêve et d'apaisement.
La répétition du scherzo mène le tutti à son comble et introduit le deuxième trio. Contrairement au premier, il s’agit d’une longue et insertion. Il manque ici un mouvement continu, de nombreux points d’arrêt conduisent à une grande extension du mouvement. Une mélodie mélancolique se déploie dans les bois et les cordes pour accompagner les cordes de pizzicati minimalistes. Un appel de cor élégiaque agit comme un élément d’extase et donne à ce passage une sonorité mystique et profonde qui reprend un chant de lamentation bohème. Au bout d’un certain temps, l’action se condense et prend la forme d'une course furieuse en grand fortissimo. Ainsi, Mahler retourne au thème de scherzo. Celui-ci, ainsi que les deux trios sont répétés sous diverses variations, parfois fort marquées, ce qui contribue également à la grande extension du mouvement. Ce développement est stoppé par un passage au cor repris du second trio. Dans la coda, Mahler réalise l’exploit de combiner les cinq motifs marquants du mouvement de manière contrapuntique, ce qui conduit à une fin fulgurante du mouvement, annonçant déjà l’apothéose finale.

### Troisième partie

#### Adagietto
Sehr langsam, en fa majeur. Contrairement à d’autres mouvements d’adagio dans les symphonies de Mahler, cet adagietto est plutôt court avec une durée de onze minutes, d'où son nom. Par rapport au scherzo précédent, l’ambiance est complètement différente, l’instrumentation se compose uniquement de cordes et de harpe. Une métrique et une mélodie flottantes donnent l’impression d’une intimité fragile. 
C’est précisément pour cette raison qu'il est généralement considéré comme une déclaration d’amour de Mahler à sa femme Alma, notamment par Willem Mengelberg, chef d'orchestre et ami du couple Mahler. Ce qui est frappant, c’est l’oscillation des harpes avant que le thème ne se déploie dans les cordes. Lentement, une dynamique se développe ensuite. Ce point culminant dramatique est conçu dans un chromatisme très libre et se déroule en plusieurs vagues, comme c’est typique de Mahler. Il se calme par le retour du thème principal. La partie centrale du mouvement en trois parties apporte une nouvelle idée, sans pour autant modifier l’humeur. Après le retour du thème principal, le mouvement disparaît paisiblement et presque enlevé en pianissimo.

#### Rondo-Finale
En ré majeur. La symphonie se termine par un rondo final qui monte lentement, Allegro - Allegro giocoso. L’introduction se compose de quelques motifs rudimentaires de différents instruments qui agissent comme une oscillation. Après 23 mesures, l’idée de refrain du rondo retentit. La thématique se compose de références à peine reconnaissable du chœur du deuxième mouvement. Un événement turbulent et exubérant se développe, qui agit comme une préparation toujours croissante de l’apothéose finale. Un couplet introduit un motif de chanson, quelque peu lourd et dansant, qui se dissout dans une courte partie de fugato. Le retour du refrain conduit sans cesse à un autre couplet à l’effet frénétique. Une impulsion de mouvement ininterrompue provoque une grande agitation. Seul le mouvement Grazioso des cordes apporte un peu de calme, car il reprend les motifs de l’Adagietto. Le grondement du dernier mouvement se dirige finalement vers une course finale furieuse. L’apothéose exagérée se déroule dans une polyphonie presque bruyante et une acclamation illimitée et est introduite par le retour du choral du deuxième mouvement. La dernière vitesse de Mahler indique : Allegro molto et accélère jusqu’à la fin. La symphonie se termine avec un puissant accord tutti.

## Discographie
- 1947 : Bruno Walter, Orchestre philharmonique de New York ; Sony Classical Records (en)
- 1953 : Hermann Scherchen, Orchestre philharmonique de Vienne ; Westminster Records
- 1963 : Leonard Bernstein, New York Philharmonic, CBS Sony
- 1966 : Václav Neumann, Orchestre du Gewandhaus de Leipzig ; Berlin Classics
- 1969 : John Barbirolli, Orchestre Philharmonia ; EMI
- 1970 : Georg Solti, Orchestre symphonique de Chicago ; Decca
- 1971 : Rafael Kubelík, Orchestre symphonique de la Radiodiffusion bavaroise ; Deutsche Grammophon
- 1973 : Herbert von Karajan, Orchestre philharmonique de Berlin ; DGG
- 1974 : Kirill Kondrachine, Orchestre philharmonique de Moscou ;
- 1979 : Klaus Tennstedt, Orchestre philharmonique de Londres ; EMI
- 1985 : Giuseppe Sinopoli, Orchestre Philharmonia ; DGG
- 1986 : Eliahu Inbal, Radio Sinfonie Orchester Frankfurt ; Denon
- 1986 : Bernard Haitink, Orchestre royal du Concertgebouw ; Philips Records DVD
- 1987 : Leonard Bernstein, Orchestre philharmonique de Vienne ; DGG[7]
- 1988 : Bernard Haitink, Orchestre philharmonique de Berlin ; Philips Classics
- 1988 : Christoph von Dohnányi, Orchestre de Cleveland ; Decca
- 1995 : Claudio Abbado, Orchestre philharmonique de Berlin ; RCO
- 1997 : Pierre Boulez, Orchestre philharmonique de Vienne ; DGG[8]
- 2002 : Simon Rattle, Orchestre philharmonique de Berlin ; EMI
- 2007 : Gustavo Dudamel, Simon Bolivar Youth Orchestra of Venezuela, DGG[9]
- 2008 : Mariss Jansons - Concertgebouw - RCO

## Transcriptions et utilisations
- Son quatrième mouvement, adagietto, est universellement connu par sa reprise dans le film Mort à Venise de Luchino Visconti[10]. Il illustre également certaines scènes du film Ága du réalisateur bulgare Milko Lazarov ainsi que certaines de Decision to Leave[11], du réalisateur coréen Park Chan-wook, et la scène finale du néo-noir indonésien The Night Comes for Us de Timo Tjahjanto.
- L'ensemble de la Symphonie no 5 est au cœur du scénario du film Tár de Todd Field[11].